# She Had to Say Yes

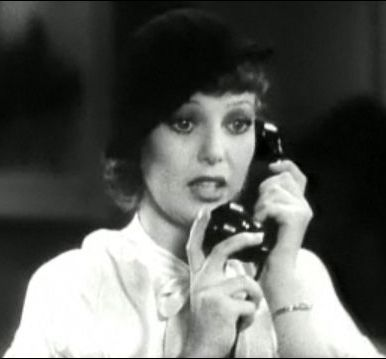
Loretta Young.

Pour plus de détails, voir Fiche technique et Distribution.
She Had to Say Yes est un film américain de George Amy et Busby Berkeley, sorti en 1933.

## Synopsis
Sol Glass possède une entreprise de fabrication de vêtements qui se bat pour survivre pendant la Grande Dépression. Comme ses concurrents, Glass emploie des clientes pour divertir les acheteurs étrangers. Cependant, ses clients se sont lassés de ses chercheurs d'or à la peau dure et ont commencé à aller voir ailleurs. Tommy Nelson, l'un de ses vendeurs, suggère qu'ils utilisent plutôt leurs sténographes. Glass décide de faire un essai.
Lorsque l'acheteur Luther Haines voit la secrétaire et fiancée de Tommy, Florence "Flo" Denny, il veut la faire sortir. Cependant, Tommy réussit à l'orienter vers la séduisante Birdie et plus tard, Birdie étant malade, Tommy laisse à contrecœur Flo sortir avec un autre acheteur, Daniel "Danny" Drew. Ils passent un bon moment ensemble, mais elle est choquée lorsqu'elle apprend que Danny s'attend à des relations sexuelles. Un Danny contrit s'excuse et lui dit qu'il est tombé amoureux d'elle. Il doit partir en voyage d'affaires, mais lui téléphone et lui écrit régulièrement.
Pendant ce temps, Maizee, collègue et colocataire de Flo, lui montre que Tommy la trompe avec Birdie. Elle met fin à leurs fiançailles. Pour garder son amour-propre, Flo dit à Glass qu'elle ne sortira plus avec d'autres acheteurs. Lorsqu'il menace de la renvoyer, elle démissionne.
Danny revient et emmène Flo dîner. Puis, apercevant Haines à une autre table, il lui demande de l'aider à convaincre le dernier opposant à une fusion de signer un contrat important, le plus gros contrat de sa vie. Elle est déçue par sa demande mais accepte de le faire. Elle va dîner avec Haines, mais s'arrange astucieusement avec Maizee pour que la femme et la fille de ce dernier se présentent. Haines doit alors accepter de faire semblant de faire des affaires et signe le contrat.
Lorsque par la suite, il se plaint des méthodes de Flo et prétend qu'elle et Tommy vivent ensemble, Daniel soupçonne qu'elle n'est pas aussi innocente qu'il le croyait. Il la conduit à la campagne, dans le manoir de ses amis, vide, pour l'amadouer puis tente d'abuser d'elle. Flo essaie de s'enfuir mais finit par ne plus résister. Cependant, lorsqu'elle lui demande si c'est tout ce qu'elle représente pour lui, Danny s'arrête avant que quelque chose ne se passe. Elle part, mais tombe sur Tommy, qui avait suivi le couple. Il croit également qu'elle se vend. Danny, qui entend leur conversation, comprend que Flo est innocente et oblige Tommy à s'excuser. Danny la supplie de l'épouser. Après qu'elle lui ait murmuré à l'oreille, il la prend dans ses bras et la ramène dans le manoir.

## Fiche technique
- Titre original : She Had to Say Yes
- Réalisation : George Amy et Busby Berkeley
- Scénario : Rian James (en) et Don Mullaly d'après l'histoire Customer's Girl de John Francis Larkin
- Société de production : First National Pictures, The Vitaphone Corporation
- Photographie : Arthur L. Todd
- Montage : George Amy
- Direction artistique : Esdras Hartley (en)
- Costumes : Orry-Kelly
- Pays d'origine : États-Unis
- Langue : anglais
- Format : Noir et blanc - Son : Mono
- Genre : Drame
- Durée : 65 minutes
- Date de sortie :
  - États-Unis : 15 juillet 1933

## Distribution
- Loretta Young : Florence 'Flo' Denny
- Winnie Lightner : Maizee
- Lyle Talbot : Daniel 'Danny' Drew
- Regis Toomey : Tommy Nelson
- Hugh Herbert : Luther Haines
- Ferdinand Gottschalk : Sol Glass
- Suzanne Kilborn : Birdie Reynolds
- Helen Ware : Mme Haines
- Harold Waldridge : Le garçon de bureau
- Charles Lane : M. Bernstein